# Charles Hague

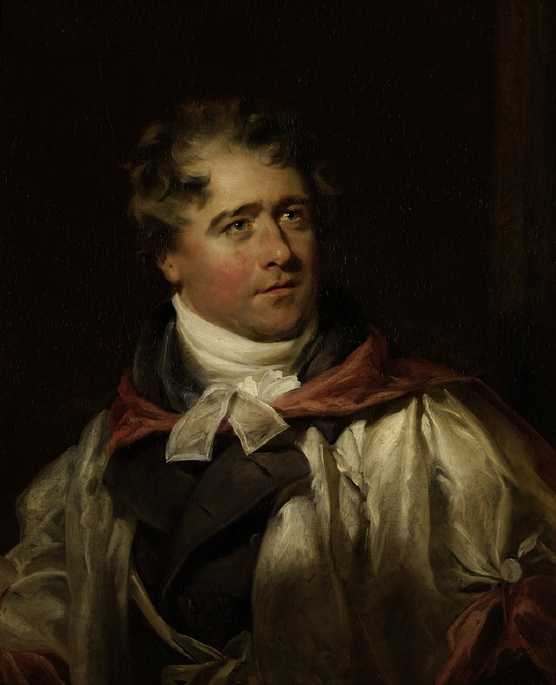
Charles Hague, Porträt von George Henry Harlow, um 1813

Charles Hague (* 4. Mai 1769 in Tadcaster, Yorkshire; † 18. Juni 1821 in Cambridge) war ein englischer Geiger, Komponist und Hochschullehrer.

## Leben
Charles Hague erhielt von seinem älteren Bruder William ersten Geigenunterricht und ging mit ihm 1779 zur Cambridge University, wo er bei Antonio Manini Violine und Gesang sowie bei Pieter Hellendaal Generalbass studierte. Nach Maninis Tod, 1785, übersiedelte er nach London und vervollständigte seine Studien bei Johann Peter Salomon und Benjamin Cooke.
1794 erhielt er in Cambridge einen Bachelor of Music und wurde 1799 als Nachfolger des Organisten John Randell (1715–1799) Professor für Musik in Cambridge. Zu seinen Schülern zählte William Crotch.
Hague war mit vielen bedeutenden Musikern seiner Zeit befreundet, darunter Joseph Haydn und der Geiger George Bridgetower.
Hague heiratete 1791 Harriet Hussey. Mit ihr hatte er zwei Kinder. Die Tochter Harriot Hague (1793–1816) wurde Pianistin und Komponistin.

## Werke (Auswahl)
- By the Waters of Babylon. An Anthem composed for the Degree of Bachelor of Music, and performed 29 June 1794
- Glees
- Twelve Symphonies by Haydn, arranged as Quintets
- The Ode as performed in the Senate-house at Cambridge at the Installation of his Royal Highness the Duke of Gloucester, Chancellor of the University, 1811